# Pavonia burchellii
Pavonia burchellii là một loài thực vật có hoa trong họ Cẩm quỳ. Loài này được (DC.) R.A.Dyer mô tả khoa học đầu tiên năm 1932.